# Гусев, Владислав (эстонский футболист)
Владислав Гусев (эст. Vladislav Gussev; 26 августа 1986, Тарту) — эстонский футболист, нападающий, тренер. Выступал за национальную сборную Эстонии.

## Биография

### Клубная карьера
Воспитанник юношеских команд футбольного клуба «Меркуур» (Тарту). В 2002 году перешёл в систему таллинской «Флоры», но играл только за юношеские команды клуба, также выступал на правах аренды во взрослом футболе за «Тервис» (Пярну), ХЮЙК (Эммасте) и «Валгу». В составе «Валги» дебютировал в высшем дивизионе Эстонии 27 марта 2004 года в матче против «Транса». Всего провёл 7 матчей за «Валгу» в высшей лиге.
Летом 2004 года вернулся в «Меркуур» и стал играть за его взрослую команду. Дебютный матч провёл 3 августа 2004 года против «Левадии», а первый гол забил в своей второй игре, 8 августа в ворота «Валги». Всего за календарный год сыграл за клуб из Тарту в высшем дивизионе 25 матчей и забил 9 голов.
Летом 2005 года перешёл в ТФМК, где стал одним из лидеров нападения клуба, сыграв за три с половиной сезона 92 матча и забив 48 голов. Дважды (2006 и 2008) входил в десятку лучших бомбардиров чемпионата Эстонии. Чемпион страны 2005 года, обладатель Кубка и Суперкубка Эстонии 2006 года. По окончании сезона 2008 года ТФМК был отправлен на последнее место в таблице и расформирован, а сам Владислав Гусев получил двухлетнюю дисквалификацию за участие в договорных матчах.
Всего в высшей лиге Эстонии сыграл 124 матча и забил 57 голов.
В 2009—2012 годах футболист не выступал в официальных соревнованиях. С 2013 года играл в низших лигах за «Меркуур», становился победителем и лучшим бомбардиром зонального турнира третьей лиги (пятый дивизион) в 2015 году, победителем зонального турнира второй лиги (четвёртый дивизион) в 2016 году, двукратным обладателем Кубка Эстонии среди любителей (2015, 2016). В 2017 году (по другим данным, в 2013—2017) был играющим главным тренером «Меркуура». С 2018 года выступает в третьем дивизионе за «Гелиос» (Выру).
Также в 2013—2016 годах выступал за клубы чемпионата Эстонии по мини-футболу («Бест Кредит», «Арарат» Таллин), в том числе в высшем дивизионе.

### Карьера в сборной
Выступал за молодёжную сборную Эстонии.
В национальной сборной Эстонии дебютировал 28 мая 2006 года в товарищеском матче против Турции, выйдя на замену на 80-й минуте вместо Кристена Вийкмяэ. Свой второй и последний матч сыграл 11 октября 2006 года против России, в котором также появился на поле в концовке игры.

## Личная жизнь
Брат Виталий (род. 1983) — также футболист, выступавший за сборную Эстонии.